# Province de Kayanza

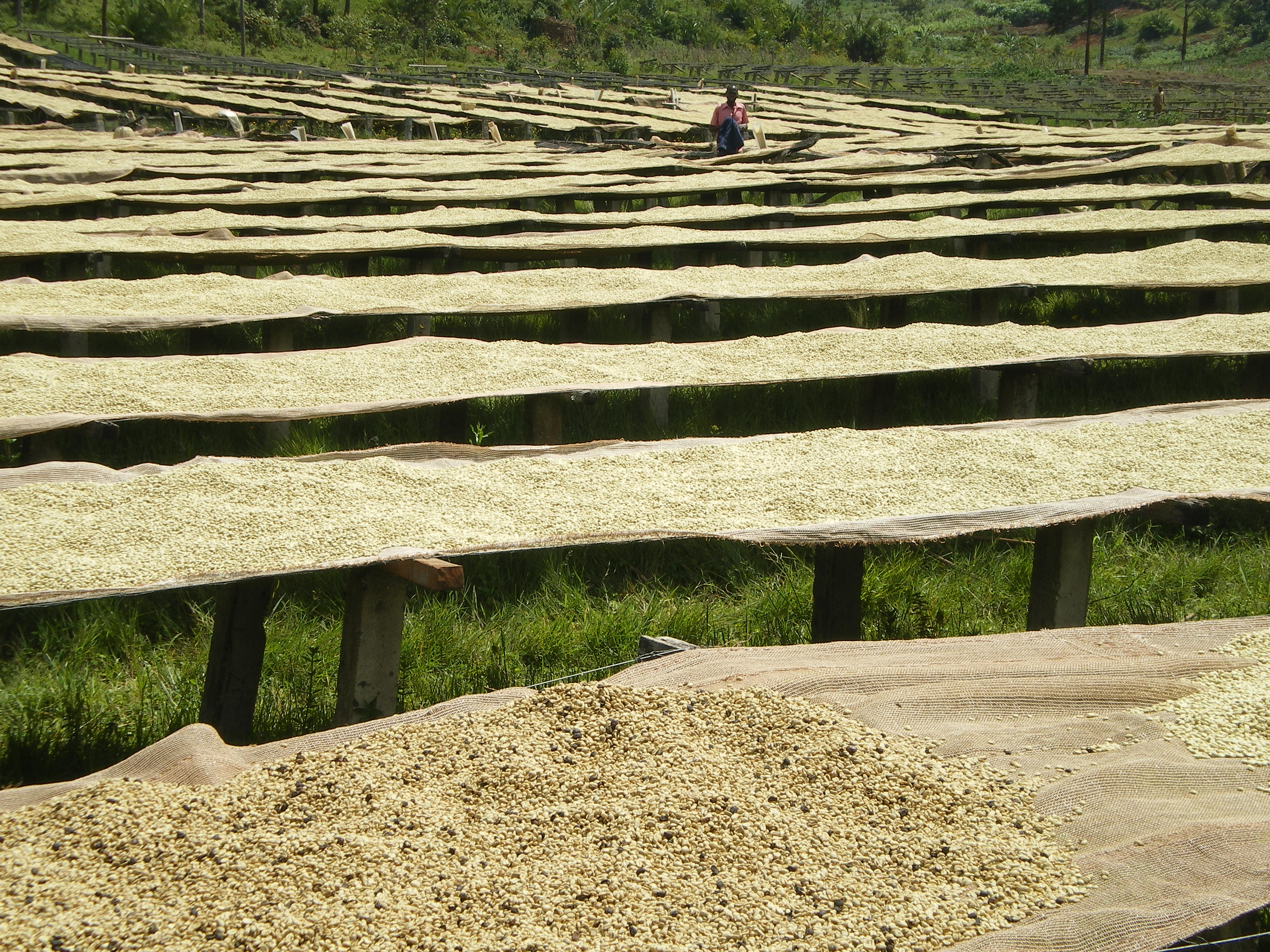
Agriculture de Kayanza (Burundi)

La province de Kayanza est une des 18 provinces du Burundi. Sa capitale est Kayanza.